# X-Men: The Hidden Years
X-Men: The Hidden Years är en serietidning som berättar vad som hände under glappet mellan utgivningen av X-men-serien 1970–75 då tidningen endast utgav repriser av tidigare publicerat material. X-Men: The Hidden Years är skriven och tecknad av John Byrne. Den gavs ut på engelska från december 1999 till september 2001.